# Mantsjoerijse fluithaas
De Mantsjoerijse fluithaas (Ochotona mantchurica) is een zoogdier uit de familie van de fluithazen (Ochotonidae). De soort komt voor in de bergen van Noordoost-China (Binnen-Mongolië), specifiek de Kleine en Grote Hinggan, en van de Russische kraj Transbaikal. De soort wordt geclassificeerd als niet bedreigd door de IUCN.
De Mantsjoerijse fluithaas werd oorspronkelijk ingedeeld in verschillende classificaties op basis van de verspreiding van de populaties, waarbij die in Rusland beschreven werden als altaifluithaas (O. alpina) en die elders (die het grootste deel van de nominatieve vorm uitmaken) als noordelijke fluithaas (O. hyperborea). Over het algemeen is de soort nauw verwant aan zowel de noordelijke pika als de Hoffmanns fluithaas (O. hoffmanni). Ondanks hun bijna overlappende verspreidingsgebied onderscheidt hij zich van de eerste door zijn grote schedel in vergelijking met andere fluithazen. Drie ondersoorten zijn onderscheiden:
- Ochotona mantchurica mantchurica (Thomas, 1909)
- Ochotona mantchurica scorodumovi (Skalon, 1935)
- Ochotona mantchurica loukashkini (Lissovsky, 2015)

Altaifluithaas (O. alpina) · Ochotona argentata · Ochotona cansus · Alaskafluithaas (O. collaris) · Ochotona coreana · Zwartlipfluithaas (O. curzoniae) · Daurische fluithaas (O. dauurica) · Chinese rode fluithaas (O. erythrotis) · Ochotona flatcalvariam · Forrest's fluithaas (O. forresti) · Ochotona hoffmanni · Ochotona huanglongensis · Noordelijke fluithaas (O. hyperborea) · Ili fluithaas (O. iliensis) · Koslov's fluithaas (O. koslowi) · Ladak fluithaas (O. ladacensis) · Grootoorfluithaas (O. macrotis) · Ochotona mantchurica · Ochotona nubrica · Ochotona opaca · Mongoolse fluithaas (O. pallasi) · Noord-Amerikaanse fluithaas (O. princeps) · Dwergfluithaas (O. pusilla) · Ochotona qionglaiensis · Himalayafluithaas (O. roylei) · Perzische fluithaas (O. rufescens) · Rode fluithaas (O. rutila) · Ochotona sacraria · Ochotona sikimaria · Ochotona syrinx · Tibetaanse fluithaas (O. thibetana) · Ochotona thomasi · Ochotona turuchanensis · Ochotona vizier